# Graeus
Els graeus (en grec antic: Γρααῖοι, llatí: Graaei) foren una tribu macedònia de l'antiga Grècia emparentada amb els peonis que vivien a la vora del riu Estrímon. Els esmenta Tucídides a la Història de la guerra del Peloponnès.